# Luigi Sannino
Luigi Sannino, född den 17 mars 1981 i La Spezia, är en italiensk amatörastronom.
Minor Planet Center listar honom som L. Sannino och som upptäckare av 2 asteroider, båda tillsammans med landsmannen Paolo Pietrapiana.
Asteroiden 58691 Luigisannino är uppkallad efter honom.

## Lista över upptäckta mindre planeter och asteroider
| 12575 Palmaria [A]                            | 4 september 1999 |
| 69565 Giulioscarfi [A]                        | 5 januari 1998   |
| Upptäckt tillsammans med: A Paolo Pietrapiana |                  |